# Bitwa pod Arkadiopolis (1194)
Bitwa pod Arkadiopolis – starcie zbrojne, które miało miejsce w roku 1194 pomiędzy armią Cesarstwa Bizantyjskiego a Bułgarami podczas najazdu bułgarskiego na ziemie Bizancjum. Bitwa zakończyła się całkowitą klęską wojsk bizantyjskich i była jednym z najważniejszych sukcesów cara Bułgarii Asena I.

## Geneza
Kryzys jaki dotknął Bizancjum po śmierci cesarza Manuela I Komnena (1180) spowodował wzrost ucisku podatkowego ludności bułgarskiej, podległej Bizancjum od dwóch wieków. W końcu w roku 1186 wybuchło antybizantyjskie powstanie pod wodzą braci Teodora-Piotra oraz Asena z możnego rodu Kumanów. Powstańcy odnieśli szereg sukcesów i w roku 1188 cesarz Izaak II Angelos musiał podpisać rozejm pozostawiając w rękach powstańców większość ziem Bułgarskich. Wojna została wznowiona dwa lata później. Wielka wyprawa Greków doszła pod stolicę – Wielkie Tyrnowo, jednak w czasie odwrotu wpadła w zasadzkę i została rozbita. Od tej pory to Bułgarzy przejęli inicjatywę i rozpoczęli najazdy na ziemie bizantyjskie.

## Bitwa
Utraciwszy szereg ziem, Izaak II postanowił w roku 1194 wykonać kontruderzenie ze Wschodniej Tracji. Dla zmylenia przeciwnika armie zostały podzielone na dwie części. Pierwsza, pod wodzą Aleksego Gida markowała marsz w kierunku wschodnim. Druga, pod dowództwem Bazylego Watatsi ruszyła na Zachód. Obie armie połączyły się w okolicach Arkadiopolis, gdzie spotkały armię bułgarską pod wodzą cara Bułgarii, Asena I. Po niezwykle zaciętej i krwawej bitwie, armia bizantyjska została całkowicie rozbita. Aleksy Gid z resztką armii ratował się ucieczką. Armia Bazylego została zaś zniszczona niemal zupełnie, a on sam zginął na polu bitwy.

## Skutki
Bułgarzy dzięki temu zwycięstwu poszerzyli swoje zdobycze na Bałkanach. Między innymi zdobyli ważne miasto Sredec (późniejsza Sofia).
Porażka Greków nadwerężyła autorytet cesarza Izaaka II Angelosa. Usiłował on odnowić antybułgarski sojusz z Węgrami i w roku następnym przeprowadzić atak z dwóch stron na Bułgarów. Jednak brak koordynacji działań udaremnił plany ofensywne cesarza. Sam Izaak zaś padł ofiarą spisku, który spowodował objęcie tronu Konstantynopola przez brata Izaaka II – Aleksego III. Zdetronizowany Izaak II został oślepiony i zamknięty w jednym z pałaców w Konstantynopolu, gdzie miał spędzić wiele lat wraz ze swoim synem Aleksym.